# Kane (banda)
Kane es una banda de rock neerlandesa, formado principalmente por el vocalista Dinand Woesthoff y el guitarrista Dennis van Leeuwen en 1998.

## Biografía

### As Long as You Want This
El grupo se inició en La Haya en 1999, cuando Woesthoff y van Leeuwen se conocieron en un café de playa, donde ambos estaban trabajando en ese momento. Ambos tenían una pasión por la música y no pasó mucho tiempo antes de que fueran descubiertos en un pequeño café, donde se presentaron ante una audiencia muy pequeña. En 1999, el avance se produjo en el verano con la canción Where Do I Go Now, que para el 2000 sería parte del álbum debut As Long as You Want This. 

### So Glad You Made It
En 2001, con el segundo álbum titulado So Glad You Made It obtuvo varios éxitos y uno de los sencillos más grandes del álbum, fue la canción Let It Be. 

### Fearless
En 2005, el tercer álbum de la banda, Fearless, salió de la nada y alcanzó el número 1 en las listas holandesas. Los 2 primeros sencillos, Something to Say y Fearless también entraron en el número 1. Woesthoff le dedicó la canción Dreamer a su esposa la actriz Guusje Nederhorst quien falleció por cáncer de mama. Este sencillo alcanzó inmediatamente el número 1, posición de la carta y se convirtió en el sencillo más vendido de 2004.
En los años siguientes Kane recibió algunos premios grandes, incluyendo TMF premios de MTV, más incluyendo Europe Music Awards y un Edison. Kane ha participado en grandes festivales como Parkpop y Pinkpop. 
El 13 de agosto de 2005, la banda hizo una actuación al aire libre en la playa de Almere. Fue visitada por más de 30.000 personas. A pocos días antes, la banda se presentó ante 1500 personas en el Paradiso de Ámsterdam. En diciembre de 2005 Kane terminó el año con una actuación en Ahoy Rotterdam.

### Influencias
Dinand Woesthoff es fanático de Elvis Presley y Dennis van Leeuwen de U2. Además la banda se inspira en bandas como U2, Pearl Jam, Queen y Nirvana.

## Miembros

### Vocalistas
- Dinand Woesthoff (actual)

### Guitarristas
- Dennis van Leeuwen (actual)
- Robin Berlin (actual)
- Paul Jan Bakker (despedido)
- Tony Cornelisse (dejó la banda)

### Bajistas
- Ivo Severijns (actual)
- Manuel Hugas (actualidad, pero solo en presentaciones en vivo)
- Yolanda Charles (solo para el estudio de grabación de Miedo)
- Dion Murdoch(a la izquierda de la banda)
- Aram Kersbergen (dejó la banda)
- Matto Kranenburg (despedido)

### Bateristas
- Joost Kroon (actual)
- Martijn Bosman (dejó la banda)
- André Kemp (dejó la banda)
- Cyril Directie (a la izquierda de la banda)
- Sammy de Fretes (baterista original, nunca registrado)

### Tecladistas
- Nico Brandsen (actual)
- Ronald Kool (dejó la banda)

### Otros
- Hans Eijkenaar (solo tocó la batería en el primer álbum As Long as You Wanna Este)
- Cor Mutsers (guitarra)
- Wiboud Burkens (piano)
- Mike Booth (trompeta)
- Peter Lieberom (saxofón)

## Discografía

### Álbumes
| Año               | Álbum                    | DUT |
| ----------------- | ------------------------ | --- |
| Enero de 2000     | As Long as You Want This | 2   |
| Diciembre de 2000 | With or Without You      | 22  |
| Octubre de 2001   | So Glad You Made It      | 5   |
| Mayo de 2003      | What If                  | 1   |
| Mayo de 2004      | February                 | 2   |
| Mayo de 2005      | Fearless                 | 1   |
| Mayo de 2008      | Everything You Want      | 1   |
| Noviembre de 2009 | No Surrender             | 2   |

### Sencillos
| Año  | Título                                     | Posiciones | Álbum                    |
| Año  | Título                                     | NL         | Álbum                    |
| ---- | ------------------------------------------ | ---------- | ------------------------ |
| 1999 | "Where Do I Go Now"                        | 29         | As Long as You Want This |
| 1999 | "Damn Those Eyes"                          | 26         | As Long as You Want This |
| 2000 | "I Will Keep My Head Down"                 | 12         | As Long as You Want This |
| 2000 | "Can You Handle Me"                        | 10         | As Long as You Want This |
| 2001 | "So Glad You Made It"                      | 4          | So Glad You Made It      |
| 2001 | "Let It Be"                                | 10         | So Glad You Made It      |
| 2002 | "Rain Down on Me"                          | 14         | So Glad You Made It      |
| 2002 | "Hold on to the World"                     | 25         | So Glad You Made It      |
| 2003 | "My Best Wasn't Good Enough"               | 5          | What If                  |
| 2003 | "Before You Let Me Go" (with Ilse DeLange) | 4          | What If                  |
| 2003 | "Rain Down on Me (Tiësto Remix)"           | 6          | What If                  |
| 2004 | "Dreamer"                                  | 1          | Fearless                 |
| 2004 | "My Heart's Desire"                        | 69         | February                 |
| 2005 | "Something to Say"                         | 1          | Fearless                 |
| 2005 | "Fearless"                                 | 1          | Fearless                 |
| 2005 | "All I Can Do"                             | 12         | Fearless                 |
| 2006 | "Believe It"                               | 4          | Fearless                 |
| 2008 | "Catwalk Criminal"                         | 4          | Everythingyouwant        |
| 2008 | "Shot of a Gun"                            | 1          | Everythingyouwant        |
| 2008 | "Wanna Make It Happen"                     | 34         | Everythingyouwant        |
| 2008 | "It's London Calling"                      | 10         | Everythingyouwant        |
| 2009 | "No Surrender"                             | 3          | No Surrender             |
| 2010 | "Love Over Healing"                        | 20         | No Surrender             |
| 2010 | "In Over My Head"                          | 27         | No Surrender             |
| 2010 | "Scream"                                   | 50         | No Surrender             |
| 2010 | "High Places" (with Ilse DeLange)          | 27         | No Surrender             |